# Kostel svatého Marka (Chrudim)
Barokní kostel svatého Marka se nalézá na kopci ve vesnici Markovice, místní části okresního města Chrudim. Areál kostela je spolu se hřbitovem ohrazeným hřbitovní zdí od roku 1958 chráněn jako nemovitá kulturní památka ČR. Kostel spolu se hřbitovem tvoří výraznou krajinnou dominantu celého okolí.

## Historie
Kostel svatého Marka v Markovicích u Chrudimi je původem gotický, poprvé byl připomínán v roce 1350 jako plebánie, která později zanikla. V první polovině 18. století byl kostel barokně upraven.

## Popis
Kostel je jednolodní budova s půlkruhově uzavřeným presbytářem a připojenou boční sakristií.  Západnímu průčelí kostela dominuje vysoká čtvercová věž s cibulovou bání krytou plechovou krytinou a zakončenou kovovým křížem. Věž byla postavena na počátku 20. století a původní barokní zvonice, která tak ztratila svou funkci, byla zbořena.
Fasáda kostela je okrově žlutá, stěny jsou členěny bílými lisenami. Kostelní loď osvětlují po stranách trojice oken s pískovcovým ostěním.
Půlkruhový presbytář je osvětlen trojicí oken s pískovcovým ostěním. 
Střecha kostelní lodi a presbytáře je kryta eternitovými šablonami.

## Interiér
Presbytář je zaklenut polem a výsečemi závěru křížové klenby, kostelní loď je plochostropá, stěny jsou členěny svazky toskánských pilastrů. Na západě je umístěna dřevěná kostelní kruchta.
Hlavní oltář s akantovým rámem se stuhou pochází ze začátku 18. století, s obrazem od J. Papáčka. 
Boční oltář  svatého Antonína s bohatě vyřezávanými ornamenty vínových listů na dřících sloupů s figurálními doplňky pocházi z roku 1653. 
Kazatelna se čtyřmi obrazy evangelistů je renesanční z první poloviny 17. století. 

## Galerie

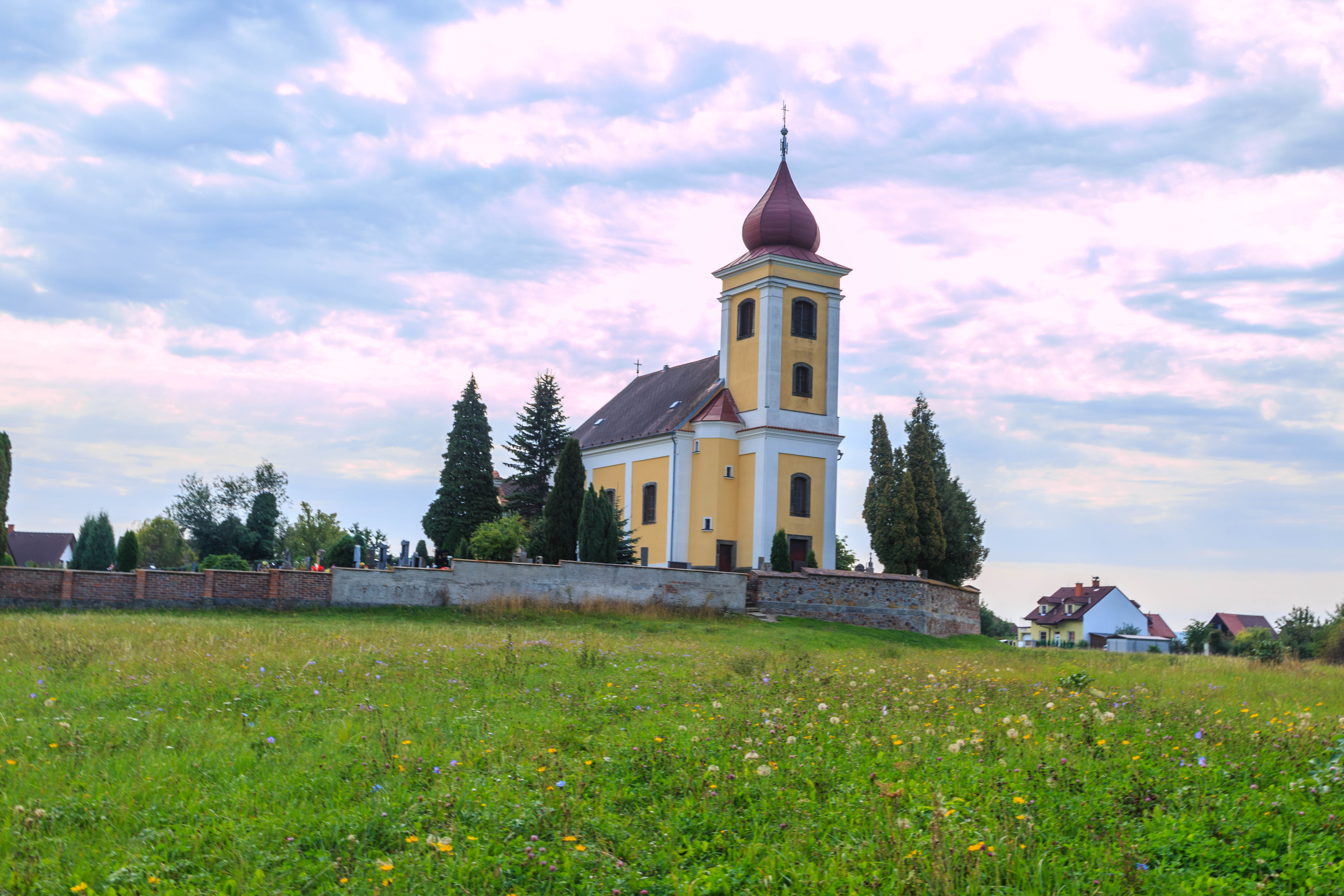
kostel svatého Marka
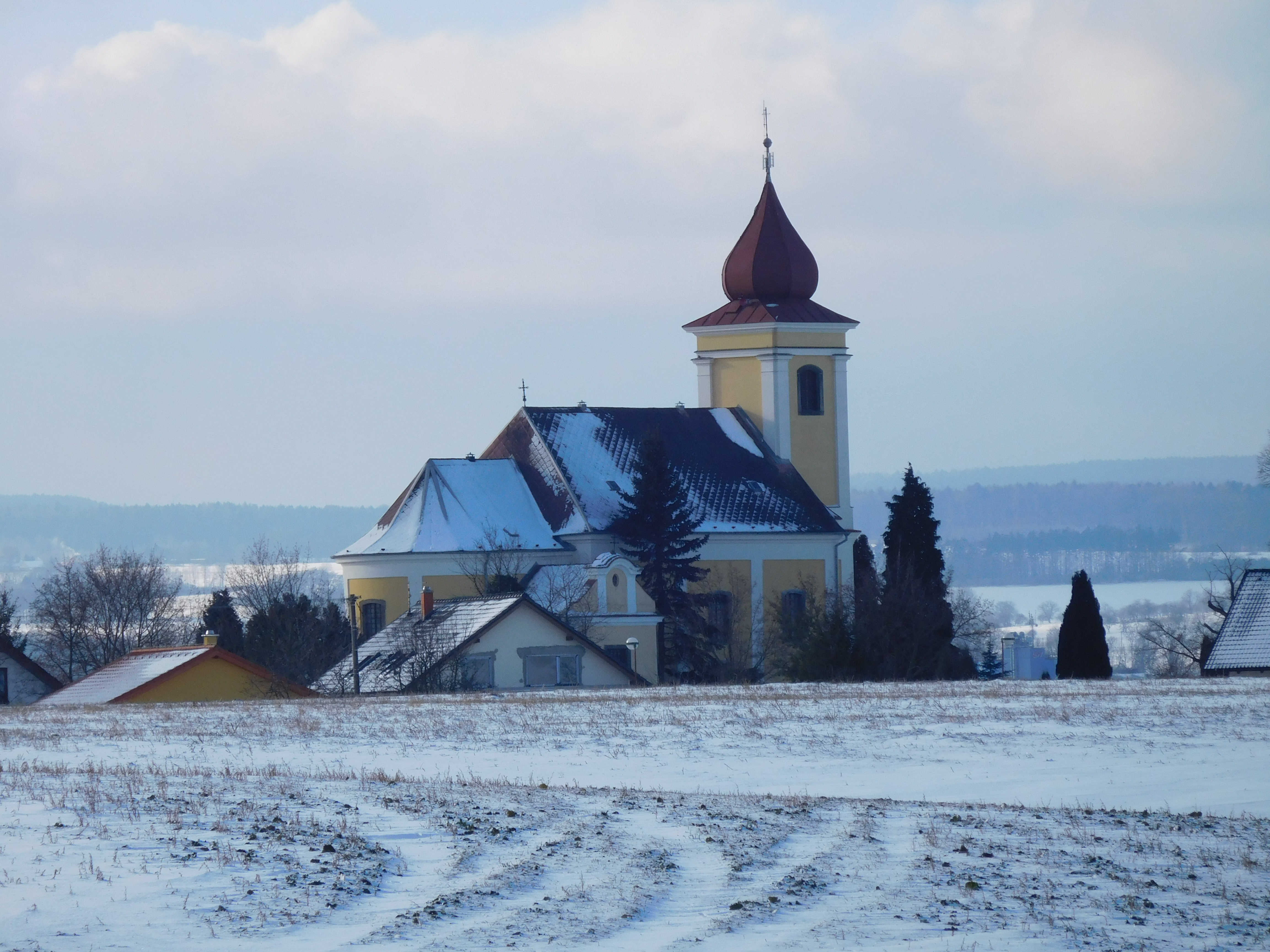
kostel svatého Marka
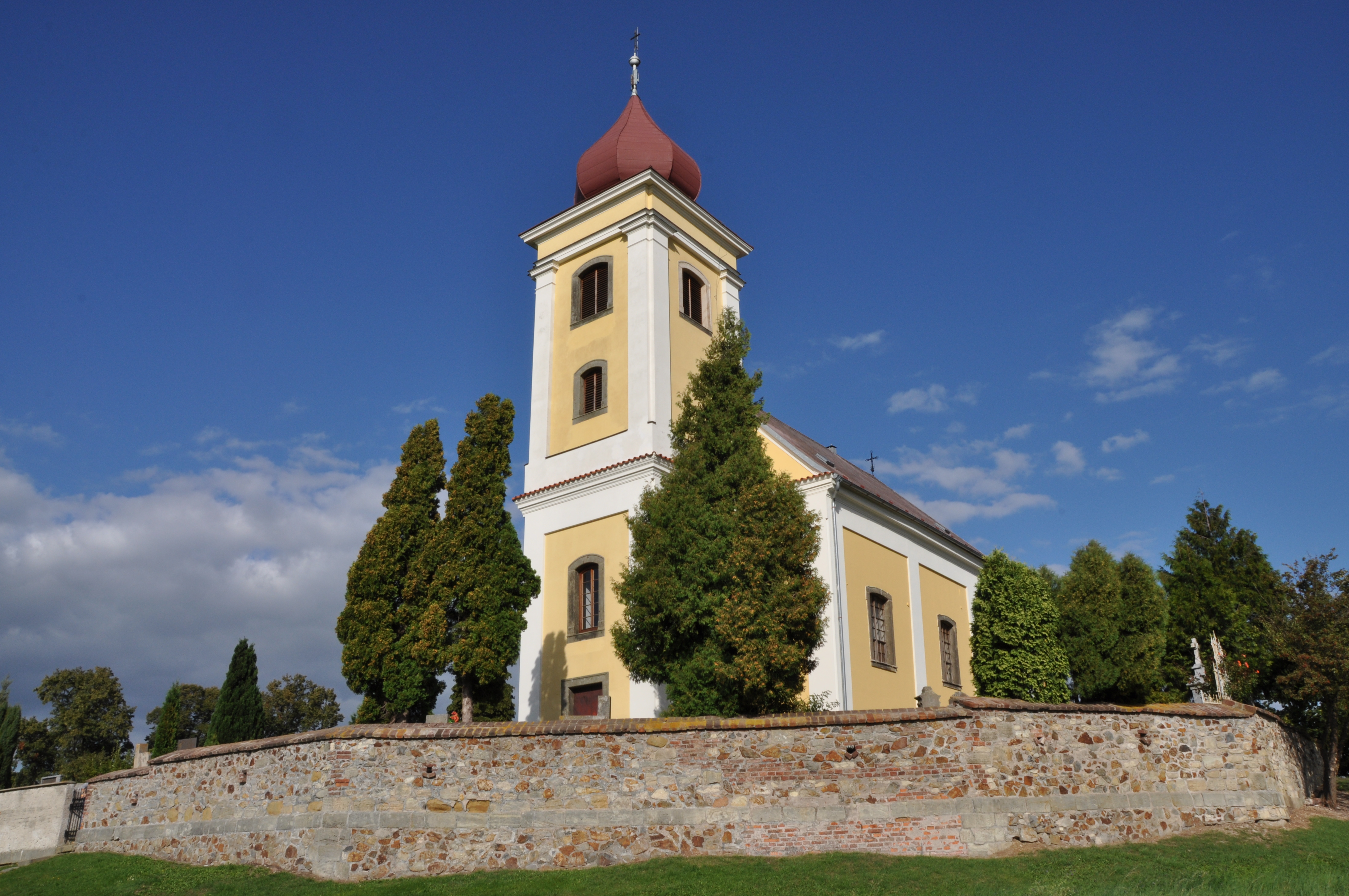
kostel svatého Marka
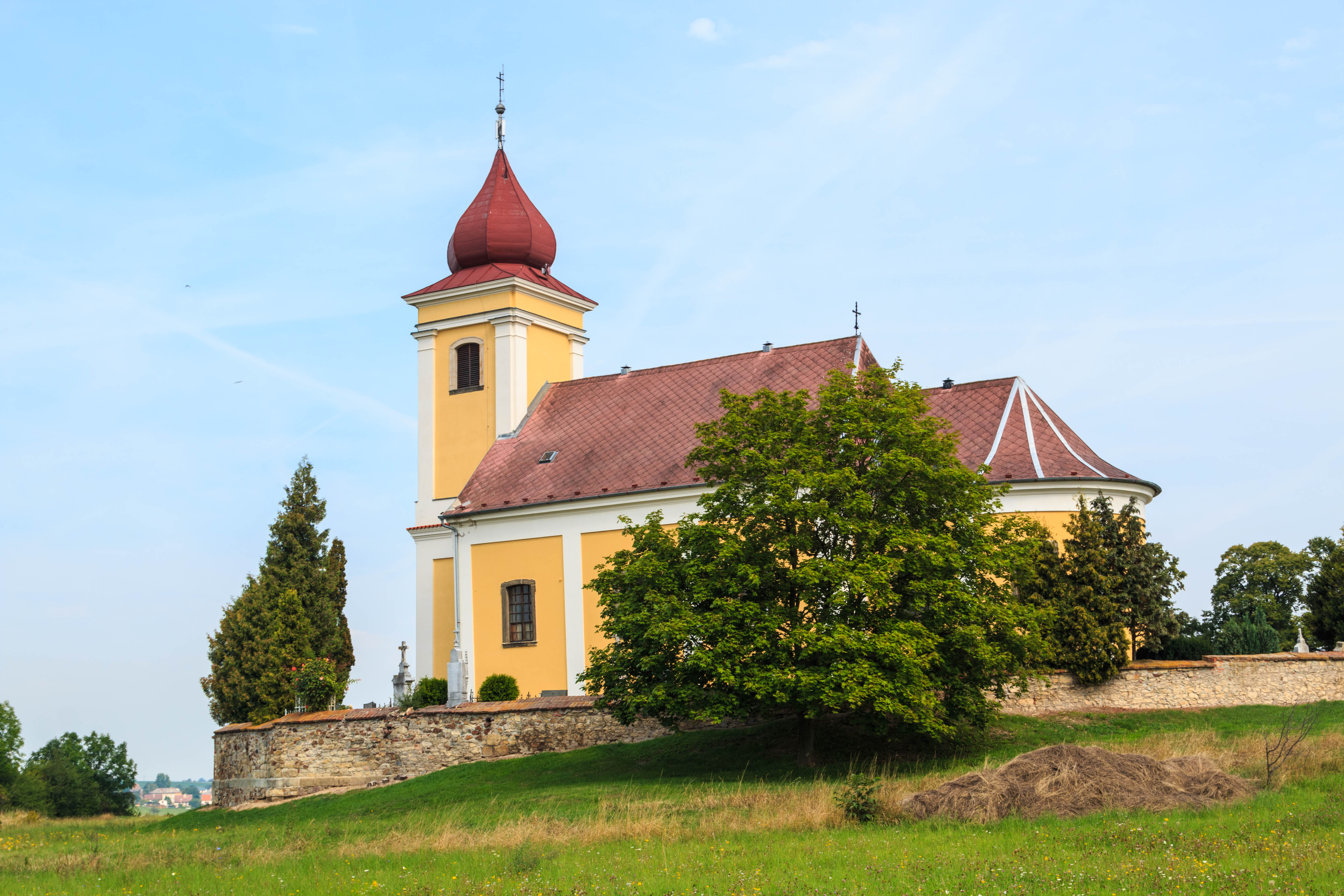
kostel svatého Marka